# Youth of Today
Gli Youth of Today sono una band hardcore punk/straight edge statunitense, composta interamente da newyorkesi, eccetto il cantante che proveniva da Danbury.

## Storia
Comunemente definiti come una band New York hardcore, gli Youth of Today hanno avuto un ruolo importante nell'affermazione della subcultura youth crew all'interno dell'hardcore.
Si formarono a Danbury nel Connecticut nel 1985 da due membri del gruppo hardcore punk Violent Children, Ray Cappo (voce) e John Porcell (chitarra).
Il loro primo EP Can't Close My Eyes uscì in quello stesso anno per l'etichetta Positive Force Records di Kevin Second dei 7 Seconds.

## Discografia

### Album in studio
- 1985 - Can't Close My Eyes
- 1987 - Break Down the Walls
- 1988 - We're Not in This Alone

### EP
- 1990 - Youth of Today

### Singoli
- 1985 - Can't Close My Eyes
- 1990 - Disengage

### Live
- 1992 - Take a Stand
- 1996 - Live at Van Hall 1989, Amsterdam
- 1998 - Live at CBGB's

### Apparizioni in compilation
- Make It Work
- Connecticut Fun
- New York City Hardcore:Together
- New York City Hardcore - The Way It Is
- Hold Your Ground
- Sunday Matinee
- In-Flight Program
- Voice Of The Voiceless
- Another Shot For Bracken
- A Time We'll Remember
- We Bite
- The Sound of the Streets
- Revelation

## Formazione
- Ray Cappo - voce (1985-1990, 2004)
- John Porcelly - chitarra (1985-1990, 2004)
- Richie Birkenhead - chitarra (1986-1987)
- Graham Philips - basso (1985-1986)
- Craig Setari - basso (1986-1987)
- Walter Schreifels - basso (1987-1990)
- Ken Olden - basso (2004)
- Darren Pesce - batteria (1985-1986)
- Tommy Carroll  - batteria (1986)
- Drew Thomas - batteria (1986-1987)
- Mike "Judge" - batteria (1987)
- Sammy Siegler - batteria (1987-1990, 2004)